# مدال یادبود درک د سولا پرایس
جایزه یادبود درک د سولا پرایس، یا مدال پرایس، به افتخار درک جی د سولا پرایس به دلیل فعالیت در علم اطلاعات و به دلیل نقش مهم وی در توسعه حوزه علم سنجی ایجاد شد. این جایزه توسط تیبور براون، بنیانگذار مجله بین‌المللی ساینتومتریکس راه اندازی شد و به‌طور دوره‌ای توسط این ژورنال به دانشمندان با مشارکت برجسته در زمینه‌های مطالعات کمی علم اعطا می‌شود. مراسم اهدای جوایز بخشی از کنفرانس سالانه ISSI است. اولین مدال در سال ۱۹۸۴ به یوجین گارفیلد اهدا شد. لیست کامل برندگان را می‌توان در زیر مشاهده کرد.
| سال  | برنده                                         | سال  | برنده                               |
| ---- | --------------------------------------------- | ---- | ----------------------------------- |
| ۱۹۸۴ | یوجین گارفیلد                                 | ۱۹۸۵ | مایکل جی موراویسیک                  |
| ۱۹۸۶ | تیبور براون                                   | ۱۹۸۷ | Vasily V. Nalimov & Henry Small     |
| ۱۹۸۸ | فرانسیس نارین                                 | ۱۹۸۹ | Bertram C. Brooks & Jan Vlachy      |
| ۱۹۹۳ | آندراس شوبرت                                  | ۱۹۹۵ | آنتونی FJ وان رهان و رابرت K. مرتون |
| ۱۹۹۷ | John Irvine & Ben Martin & Belver C. Griffith | ۱۹۹۹ | ولفگانگ گلنزل & Henk F. Moed        |
| ۲۰۰۱ | رونالد روسو و لئو اگی                         | ۲۰۰۳ | لیددورف                             |
| ۲۰۰۵ | پیتر اینگورسن و هوارد د. وایت                 | ۲۰۰۷ | کاترین دبلیو مک کین                 |
| ۲۰۰۹ | پیتر وینکلر و میشل زیت                        | ۲۰۱۱ | اولل پرسون                          |
| ۲۰۱۳ | بلیز کرونین                                   | ۲۰۱۵ | مایک تلوال                          |
| ۲۰۱۷ | جودیت بار ایلان                               | ۲۰۱۹ | لوتز بورمن                          |